# Ева Тшебінська
Е́ва Тшебі́нська (до шлюбу — Неліп; пол. Ewa Trzebińska; 1 травня 1989) — польська фехтувальниця, що спеціалізується на змаганнях зі шпаги, чемпіонка Європи та срібна призерка чемпіонатів світу.

## Біографія
Народилася 1 травня 1989 року в місті Катовиці, у Польщі. Правша.
Фехтувати почала у п'ятому класі. У крамниці побачила рекламу клубу фехтування при Палаці молоді в Катовиці — і вирішила спробувати.
На перше тренування прийшла з мамою. На той момент вже займалася плаванням, тенісом, балетом і карате.
Переможниця Універсіади 2009 року в індивідуальному заліку та срібна призерка Чемпіонату світу — в командному.
Чемпіонка Європи 2010 року в командному заліку.
Через операцію на зв'язці в коліні вісім місяців не могла повноцінно тренуватися.
У 2011 році отримала Золотий Хрест Заслуги (Польща).
У 2013 році Еві прооперували плече.
Має ступінь магістра бухгалтерського обліку — навчалася у приватному Університеті Нотр-Дам, у США.
Працювала тренером збірної з фехтування Університету Нотр-Дам протягом сезону 2014/15.
Срібна та бронзова призерка Чемпіонату світу 2017 року. Срібна призерка Чемпіонату Європи 2018 року.
Чемпіонка та бронзова призерка Чемпіонату Європи 2019 року.